# Donkerbroek
Donkerbroek est un village situé dans la commune néerlandaise d'Ooststellingwerf, dans la province de la Frise. Le 1er janvier 2011, le village comptait 1 872 habitants.